# 略肯
略肯（挪威語：Røyken）是挪威已撤销的一個市镇，位於原布斯克呂郡。
2020年1月1日，位于原布斯克吕郡的略肯和許呂姆两市镇和位于原阿克什胡斯郡的阿斯克尔市镇合并成新的阿斯克尔市镇，并归属新设立的维肯郡。